# Kilvakkala
Kilvakkala är en tätort (finska: taajama) i Ikalis stad (kommun) i landskapet Birkaland i Finland. Vid tätortsavgränsningen den 31 december 2021 hade Kilvakkala 268 invånare och omfattade en landareal av 1,49 kvadratkilometer.